# Godlevo
Godlevo (în bulgară Годлево) este un sat situat în partea de sud-vest a Bulgariei în Munții Pirin. Aparține administrativ de Comuna Razlog din Regiunea Blagoevgrad. La recensământul din 2011 avea o populație de 503  locuitori.

## Demografie
Componența etnică a satului Godlevo
     Bulgari (98,21%)
     Nicio identificare (1,78%)
     Altele (0%)
La recensământul din 2011, populația satului Godlevo era de 503 locuitori. Din punct de vedere etnic, majoritatea locuitorilor (98,21%) erau bulgari. Pentru 1,78% din locuitori nu este cunoscută apartenența etnică.